# Dekanat Zawichost
Dekanat Zawichost – jeden z 25 dekanatów w rzymskokatolickiej diecezji sandomierskiej.

## Parafie
W skład dekanatu wchodzi 9 parafii:
- parafia św. Joachima i Anny – Annopol
- parafia Wszystkich Świętych – Czyżów Plebański
- parafia św. Andrzeja Boboli i św. Antoniego Pustelnika – Dwikozy
- parafia Matki Bożej Bolesnej – Góry Wysokie
- parafia św. Michała Archanioła – Lasocin
- parafia Najświętszej Maryi Panny Królowej Polski – Linów
- parafia Matki Bożej Częstochowskiej – Mściów
- parafia Świętej Trójcy – Zawichost
- parafia Wniebowzięcia NMP – Zawichost

na terenie dekanatu istnieje 1 kościół rektoralny:
- kościół rektoralny św. Jana Chrzciciela – Zawichost

## Sąsiednie dekanaty
Gorzyce, Ożarów, Sandomierz, Urzędów (archidiec. lubelska), Zaklików.